# Verkehrsgeschichte der Mark Brandenburg
Die Verkehrsgeschichte der Mark Brandenburg umfasst die Entwicklung der technischen baulichen Anlagen, die der Verkehrsführung auf dem Territorium der Mark Brandenburg im Mittelalter bis zum Ende der Frühen Neuzeit dienten. Zusätzliche Betrachtungsaspekte sind die Entwicklungen der Verkehrsströme und der Verkehrsmittel. Als Akteure werden sowohl die Städte als Verantwortungsträger für die quantitativ meisten Verkehrsprojekte (Brückenbau und Wegeinstandsetzung) als auch die landesherrlichen Akteure (Post, künstliche Wasserwege, Wegeführung, Alleen) mit beleuchtet.

## Straßennetz

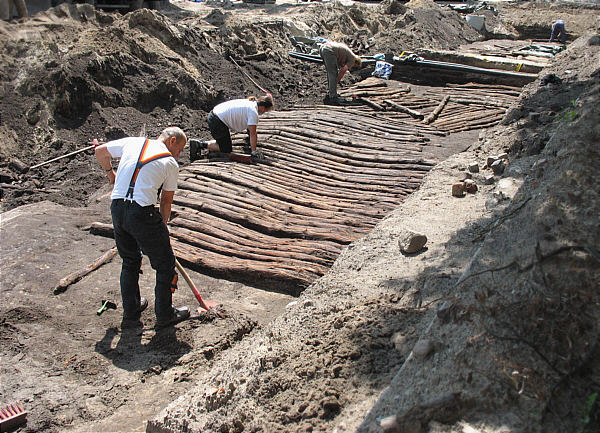
Freilegung eines Knüppeldamms aus dem 16. Jahrhundert (2007), Oranienburg

Dichte Wälder, ausgedehnte Seenketten, größere Sumpflandschaften und feuchte Niederungen begrenzten den menschlichen Bewegungsraum stark. Selbst für die damaligen geringen üblichen Standards unterboten die brandenburgischen Wegeverhältnisse diese noch. Es handelte sich bei den Wegen um sandige Pisten oder Knüppeldämme, die für Fuhrleute schlecht befahrbar waren. Selbst um 1800 waren die Straßen, die nach Berlin führten, einfache und unbefestigte Feldwege. Im Sommer versanken die Gespanne im Sand und im Herbst und Winter war unter Umständen der Verkehr aufgrund ungünstiger Witterung und Schlammbildung für Wochen unterbunden. Damit war der Landverkehr ein Entwicklungshindernis für das Wachstum der Metropole Berlin.
Die Voraussetzungen für den Warentransport waren primitiv. Die meisten Bewohner verfügten als Transportmittel nur über Karren und Lasttiere, während Reitpferde und Kutschen nur der kleinen Oberschicht und den Adeligen vorbehalten waren. Der persönliche Wirkungsrahmen der damaligen Bevölkerungsmehrheit beschränkte sich aufgrund dieser Widrigkeiten im 16. Jahrhundert auf einen Radius von 90 Kilometer. Der Raum wurde von den zeitgenössischen Menschen als unsichere und lebensfeindliche Umgebung wahrgenommen, dessen Überwindung mit Mühe und Entbehrung verbunden war.
Noch im 18. Jahrhundert gab es kein systematisches Wegenetz. Der Schwerpunkt der staatlichen Infrastrukturmaßnahmen lag auf dem Ausbau der Kanäle und der schiffbaren Flüsse. Der Bau von Chausseen wurde zurückgestellt, da dieser kostenintensiver war und es aus militärstrategischen Überlegungen heraus nicht gewünscht war, über ein gut ausgebautes Straßennetz zu verfügen, da dies einen gegnerischen Truppenvormarsch begünstigt hätte. So gab es nur zaghafte Anfänge zum Ausbau des Straßennetzes.
Neue überörtliche Wege wurden vor allem in der Residenzlandschaft Berlin-Potsdam zur Anbindung der einsam gelegenen Lust- und Jagdschlösser angelegt. Die Hofkultur des Absolutismus beförderte die Auskehr der Hofgesellschaft in die nahe Umgebung zum Beispiel für Jagdanlässe oder anderen Aktivitäten außerhalb der streng geregelten höfischen Etikette des Berliner Stadtschlosses. Die Umgebung Berlins war auch damals wald- und seenreich, weitestgehend unerschlossen und hatte eine sandige Oberfläche. Das Bedürfnis der Angehörigen des Hofes sich in dem Raum sicher zu bewegen und zu orientieren und dabei die neu angelegten Schlösser leicht und schnell zu erreichen, wirkten als Impulsgeber zur Errichtung eines symmetrischen Wegesystems. Oft wurden entlang dieser Schneisen zumindest in der Nähe der Residenzen Lindenalleen angepflanzt, um dem herrschaftlichen Gefolge im Sommer Schatten zu spenden. Die Fortschritte bei der infrastrukturellen Erschließung des Berliner Umlandes notierte der englische Freidenker John Toland 1702:

„Die hohen Landstraßen werden hier in besserm baulichen wesen erhalten als an einem orte sonst/ ingleichen gehen die posten richtiger und die ordentlichen landkutschen sind auch besser bestellt/ und wo sich die wege voneinander scheiden und theilen/ da sind große seulen auffgerichtet/ an welchen so viel ärme stehen/ als wege abgehen/ und in welche entweder mit eingehauenen oder angemahlten buchstaben angeschrieben stehen die nahmen der nechsten stadt und wie viel meilen noch biß dahin ist/ und zwar dieses von dem letzten orte gleich angerechnet/ wo man ausreiset.“

Zur Wegeausbesserung waren die Gutsuntertanen im Rahmen ihrer Hand- und Spanndienste verpflichtet. Die entgeltlos durchgeführten Pflichtarbeiten unzureichend ausgebildeter, schlecht motivierter und schlecht ausgerüsteter Arbeitskräfte führten zu keinen Verbesserungen des Wegenetzes. Stattdessen wurden Arbeiten oberflächlich und nur provisorisch und fachlich unzureichend verrichtet, die den Grundzustand der Straßen verschlimmbesserten. Es fehlte an Effizienz, brauchbarem Arbeitsgerät, Baumaterial, Geld und Investitionsbereitschaft. Es wurde nicht systematisch gearbeitet, sondern Maßnahmen erfolgten kurzfristig und anlassbezogen, zum Beispiel wenn sich der Landesherr ankündigte.
Zumindest innerorts waren Straßenpflasterungen schon vor der Chaussierung der Überlandstraßen vorgenommen worden. Es waren aber allenfalls die repräsentativen Straßen befestigt (z. B. die Steinstraße in Brandenburg an der Havel). In den meisten Fällen bestand die Pflasterung aus Feldsteinen, welche in eine Sandschüttung gesetzt wurden.
Aufgrund der schlechten Beschaffenheit der Wege waren Unfälle mit Verletzungen häufig. Kursachsen, Württemberg, Hessen, Bayern und andere deutsche Staaten begannen seit dem 18. Jahrhundert als Vorreiter mit der Herstellung guter Steinlandstraßen. Aber der Bau ging nur langsam voran. Auch unter Friedrich dem Großen geschah wenig für den Ausbau der Straßen in Brandenburg. Angeordnete Bauvorhaben kamen kriegsbedingt nicht zur Umsetzung.
In den ersten Jahren des 18. Jahrhunderts erschienen immer vollständigere Wegeordnungen in den deutschen Staaten. Eine solche erließ Friedrich der Große am 24. Juni 1764 mit dem „Wegreglement“. In diesem wurde angeordnet, dass zu beiden Seiten der Land- und Postwege Wassergräben auszuheben seien. Zudem sollte ein Meldesystem der Postbediensteten etwaige Schäden an den Wegen sofort melden. Auch die Anpflanzung von Allen wurde angeordnet.
1770 wurde das Oberbaudepartement gegründet. Das war für die Bereiche Maschinenbau, Domänenbau, Wasser- und Straßenbau zuständig. Aufgrund von Kompetenzstreitigkeiten innerhalb der Bürokratie um die Zuständigkeit bildete der Nachfolgende König Friedrich Wilhelm II. 1792 das General-Chausseebau-Departement und ernannte Hanns Moritz von Brühl zum Generalintendanten. Da es für die Bauaufgabe im Gesamtstaat Preußen keine Erfahrungen oder Personal gab, musste Baudirektor Mathias Stegemann den Stand der Straßenbautechnik von anderen Staaten erkunden und stellte 1787 einen Bericht dazu vor. Der Chausseebau erfolgte durch Kommissionierung privater Unternehmen. 1789 wurde eine kurze Musterchaussee im Neuen Garten in Potsdam angelegt. Die ab 1791 angelegte und 1795 fertiggestellte Chaussee zwischen Berlin und Potsdam wurde zum Vorbild für den gesamten Chausseebau in Preußen. Die Benutzung war kostenpflichtig und wurde durch Chausseehäuser genannte Mautstellen kontrolliert. 1798 folgte der Bau einer Kieschaussee zwischen Berlin und Charlottenburg, die durch den Tiergarten führte. Diese Phase war insgesamt noch eine Erprobungsphase und ein starker Ausbau des Chausseebaus folgte erst nach den Befreiungskriegen.
Zwar gab es genügend Anknüpfungspunkte zu auswärtigen Zentren, doch liefen die wichtigen Fernhandelsströme am brandenburgischen Herrschaftsraum vorbei. Die weiter südlich über wettinisches Territorium verlaufende Via Regia erzielte eine deutlich höhere überregionale Bedeutung als die nördlicheren Handelswege in gleicher Richtung.
Es führten seit dem frühen Mittelalter drei überregionale Fernhandelsstraßen von West nach Ost durch die Mark Brandenburg weiter in den Nord-Ost Raum Europas.
1. die Erste verlief von Nordwesten über den Hamburger Raum (Lübeck, Schwerin) durch die Prignitz über den Fehrbelliner Damm, Linum, Paaren, Spandau und Berlin
2. die Zweite verlief von der Altmark kommend (Stendal) über die Pässe bei Rathenow, Nauen und Spandau nach Berlin
3. die Dritte bedeutendste der brandenburgischen Fernhandelsstraßen, war die seit der Bronzezeit bestehende Heerstraße, die von Magdeburg aus südwestlicher Richtung kommend, über die Übergänge von Plaue über Brandenburg an der Havel nach Spandau führte und dort die Havel überquerte, weiter bis nach Berlin führt, bis Küstrin geht, dann nach Posen und dort weiter bis Königsberg führt. Von Spandau führte eine andere Heerstraße nach Bernau über Oderberg bis Stettin.[7] Ein anderer Abzweig bei Berlin führte über Müncheberg nach Frankfurt/O.

Von der Ostsee aus führten mehrere weitere Straßenzüge neben der Stettiner Anbindung in die Mark. So eine von Stralsund und Greifswald aus durch Mecklenburg nach Berlin und von dort aus weiter in südlicher Richtung durch die Lausitz nach Sachsen sowie in südwestlicher Richtung durch die Jüterboger Lande und die Zauche nach Wittenberg-Leipzig (Via Imperii). Die nächste große Nord-Süd-Landverbindung setzte bei Perleberg als Abzweigung der hier als erstgenannten Nordwestverbindung an und führte über Wittstock, Parchim nach Rostock.

Die bedeutendsten märkischen Verbindungsstellen zum Altreich im Westen im Mittelalter
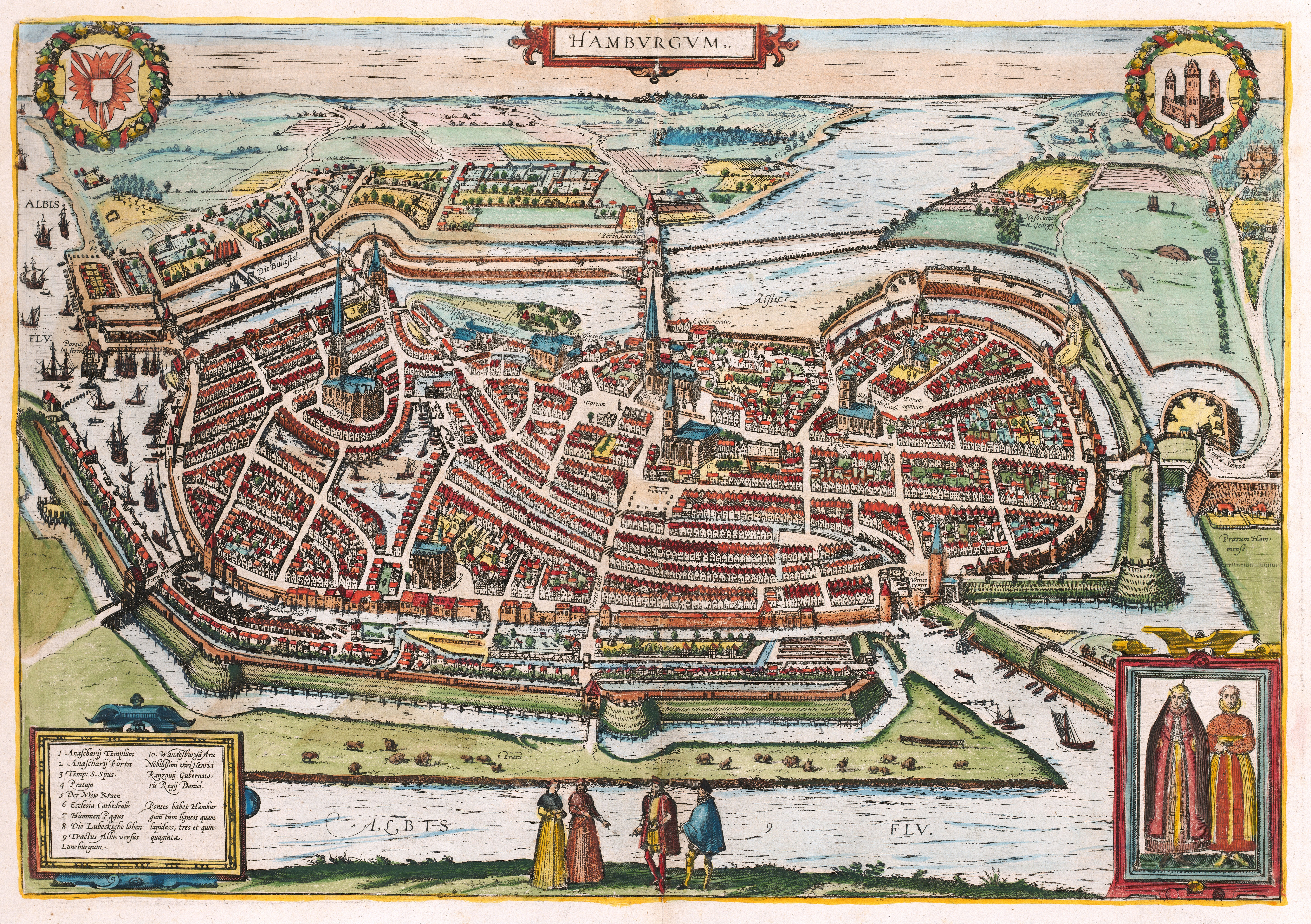
Hamburg
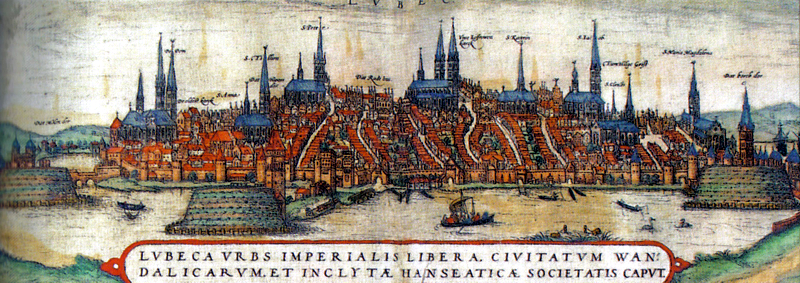
Lübeck
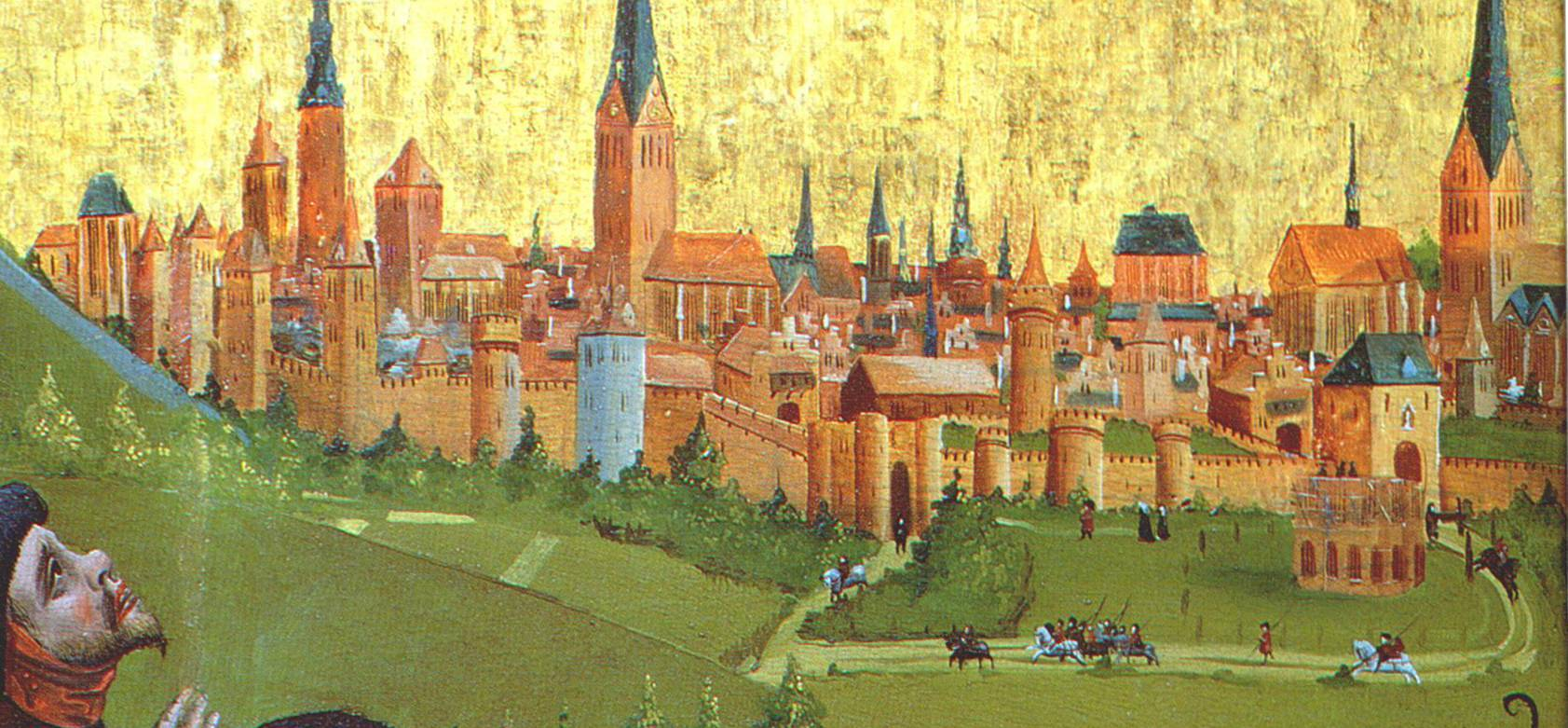
Lüneburg
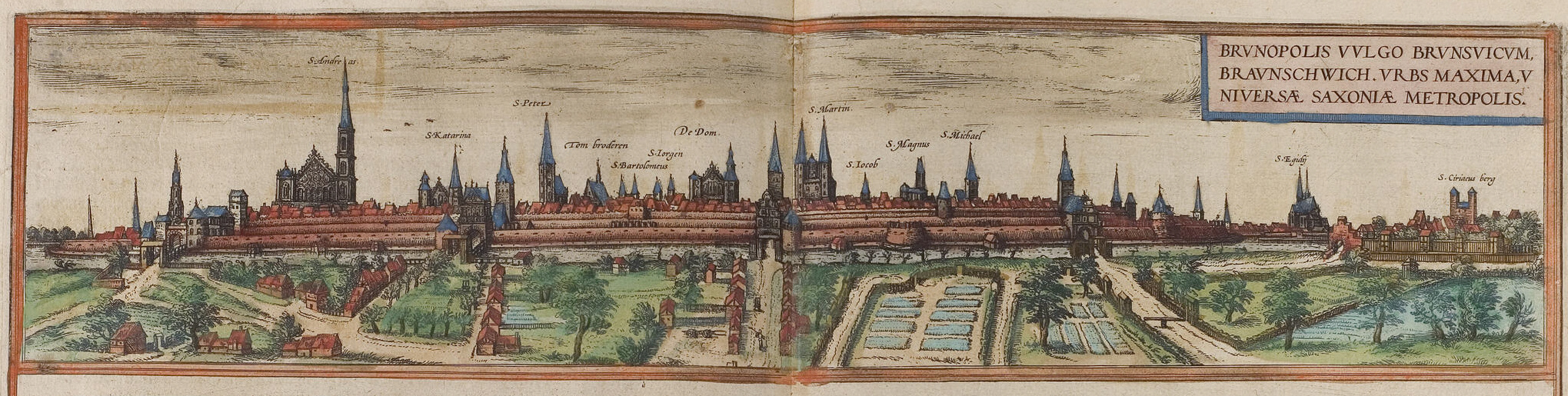
Braunschweig
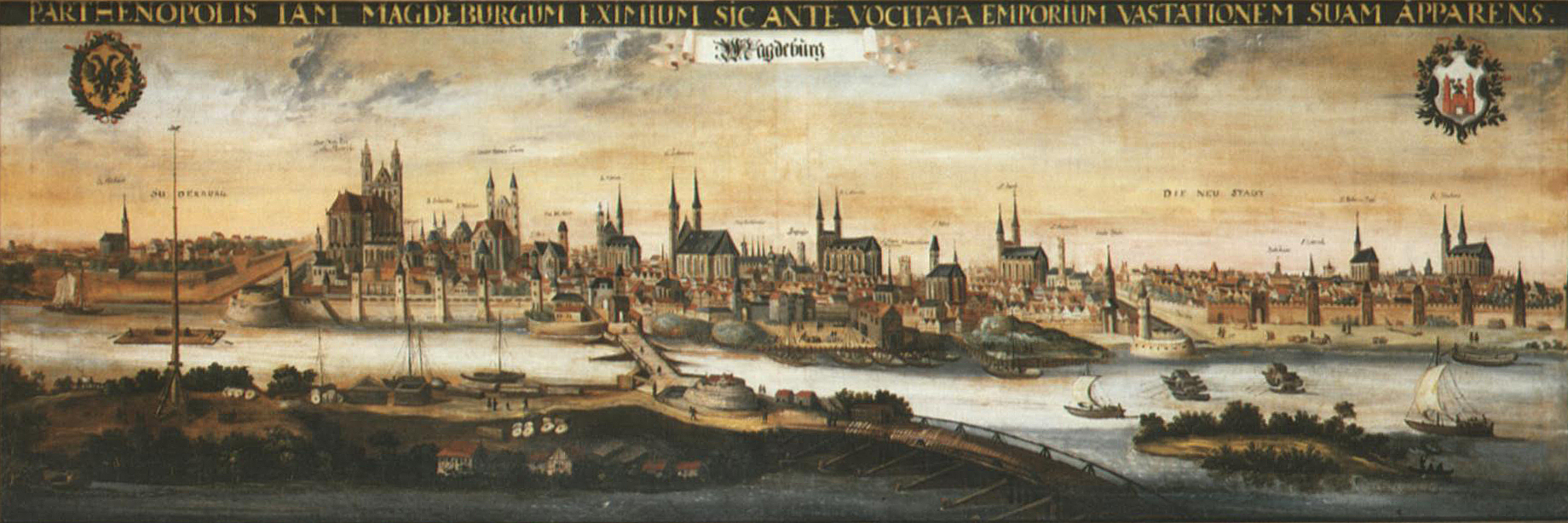
Magdeburg

Insbesondere für die Mittelmark waren die West-Ost-Verbindungen weit wichtiger als die Wasserwege. Auch in den westelbischen Gebieten dominierten auch für den Fernhandelsverkehr die Landverbindungen, für die insbesondere Salzwedel und Stendal sowie auch Gardelegen und Tangermünde wichtige Knotenpunkte bildeten. Vor allem Hamburg, Lübeck und Lüneburg, Braunschweig und Magdeburg waren durch Straßen verbunden, die die altmärkischen Städte berührten. Die altmärkischen Städte waren damit ein wichtiger Intermediär zu den Gebieten des Altreichs und gelangten so im Mittelalter in bedeutende handelswirtschaftliche Positionen für die Mark Brandenburg, deren Territorium sich über 400 Kilometer in den Osten erstreckte. Folglich erhielten die Städte der Altmark als Erste Zugang zum Hansebund und entwickelten sich zur Drehscheibe im Handel zwischen dem östlicher gelegenen märkischen Binnenland und der deutschen Küste.

## Wasserstraßen

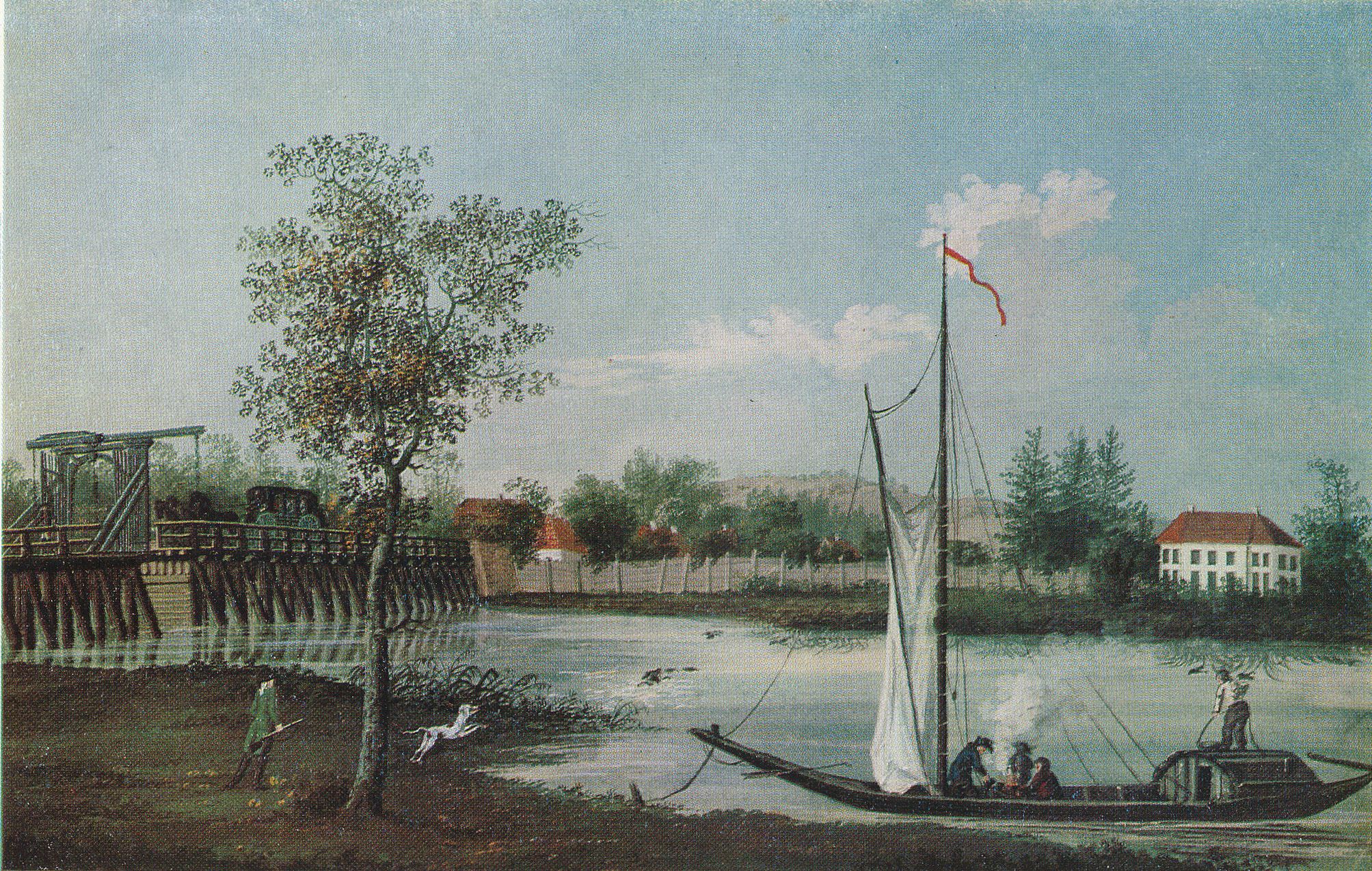
Jagdschloss Glienicke an der Havel, hölzerne Zugbrücke und Boot, Ende des 18. Jahrhunderts

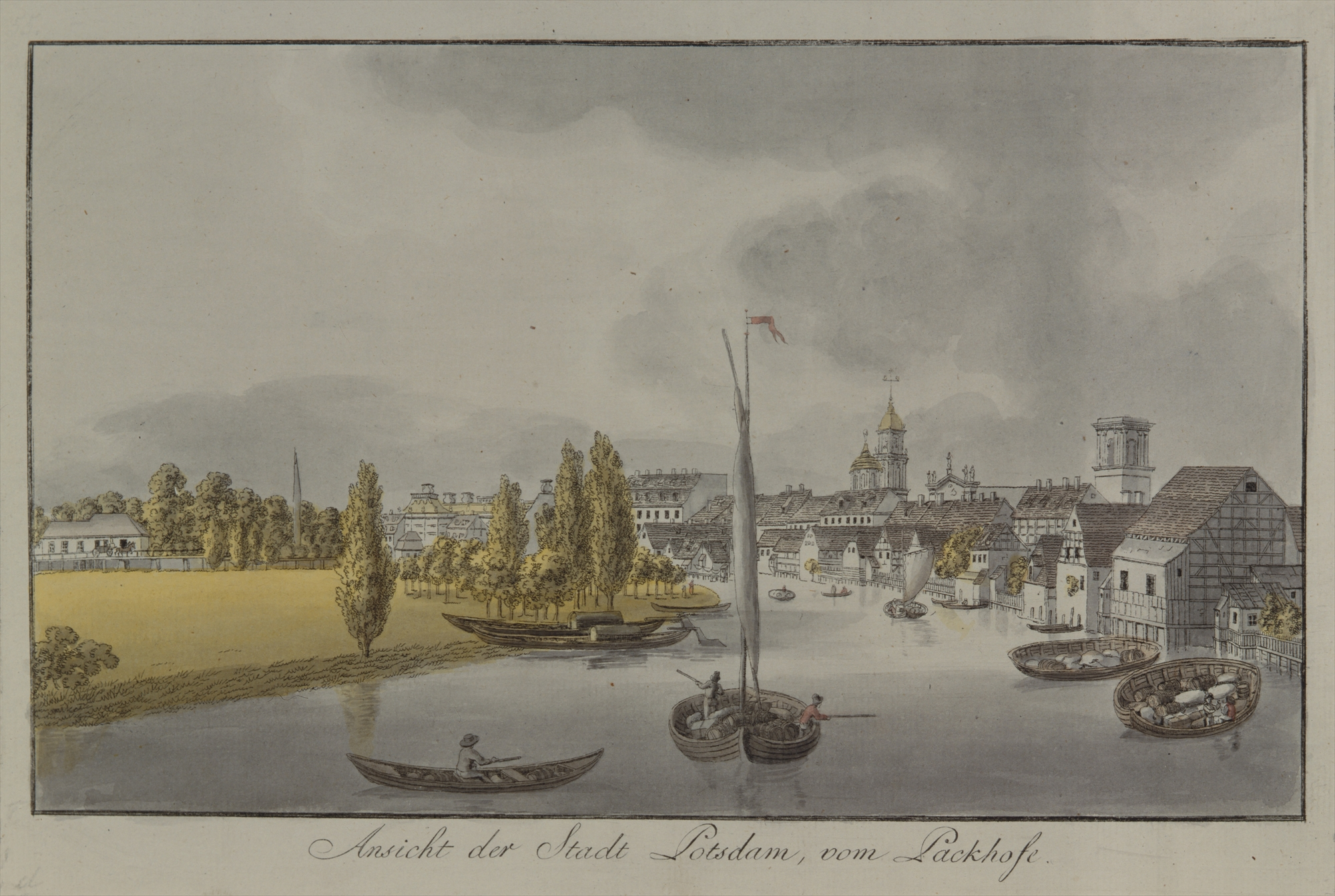
Bootsverkehr auf der Havel in Potsdam, am Packhof (Fischerviertel), Ende des 18. Jahrhunderts

Brandenburg hatte keinen Zugang zum Meer und damit auch keinen Seehafen und war damit auf den Seehafen Hamburg angewiesen. Zwischen Elbe und Oder, die Richtung Nord- und Ostsee flossen, gab es zunächst keine Wasserstraßen, sodass die Residenzstädte Berlin und Potsdam nicht an die wichtigen Transportwege angebunden waren. In jener Zeit war der Transport zu Land aber teurer als zu Wasser und daher das Fehlen geeigneter schiffbarer Wasserwege in West-Ost-Richtung ein bedeutendes Strukturdefizit. Folgerichtig erleichterte Kurfürst Joachim II. die Binnenschifffahrt über Havel und Elbe durch die Errichtung von Kammerschleusen in Brandenburg an der Havel und Rathenow 1548. Im gleichen Jahr vereinbarte er mit dem König von Böhmen, Kaiser Ferdinand I. vertraglich die Erbauung eines Kanals, der die Spree, die durch Berlin und ihre Schwesterstadt Cölln floss, mit der Oder verbinden sollte. Das Vorhaben war aber zu teuer und wurde aufgegeben. Auch der 1605 begonnene Finowkanal im nördlichen Brandenburg, von Liebenwalde an der Havel nach Oderberg wurde durch den Dreißigjährigen Krieg zerstört. Beide bedeutenden Vorhaben konnten erst im 17. und 18. Jahrhundert verwirklicht werden. Der nach seinem Bauherrn Friedrich-Wilhelm-Kanal benannte Wasserweg wurde zwischen 1662 und 1668 errichtet und verband Spree und Oder, auf die er kurz vor Frankfurt an der Oder stieß. Zusätzlich errichtete das Land die nötigen Verkehrseinrichtungen (Packhof, Kran) in Berlin, das nun als wichtiger Umschlagplatz an Bedeutung gewinnt. Das Berliner Speditionswesen erhielt fortan einen Zollverwalter. Da eine private Initiative fehlte hat der Kurfürst 1656 eine staatliche Frachtschifffahrt von Fürstenwalde nach Hamburg einrichten lassen. Ein großer Teil des schlesisch-hamburgischen Durchgangsverkehrs wurde nun auf den neuen Wasserweg gezogen. Besondere Zollbehandlung und Tarife mit dem breslauischen Handelsverkehr hatte das möglich gemacht.
Für die Kohle aus den Revieren Oberschlesiens war der Weg nach Nord-Westen über den Oder-Spree-Kanal der Billigste. Für das Getreide Sachsens war der Elbe-Havel Kanal der geeignetste Transportweg.
Der Finowkanal wurde als Verbindung zwischen Havel und Oder 1746 fertig gestellt. Ein Jahr zuvor wurde der Plauer Kanal errichtet, der eine neue Verbindung zwischen Havel und Elbe schuf und den Weg nach Magdeburg verkürzte.

## Post- und Nachrichtenwesen
Ab 1616 existierte eine Reitpost von Berlin nach Königsberg, später auch Dragonerpost genannt. Auslöser der Postentwicklung waren die um 1600 dazugewonnenen weit auseinander liegenden brandenburgischen Territorien Jülich-Kleve (1609) und das Herzogtum Preußen (1618). Die Boten sollten offiziell nur die Post des Hofes und die Behördenpost befördern, transportierten aber auch Privatpost.
Mit dem kurfürstlichen Edikt vom 21. April 1646 wurde die brandenburgischen Staatspost gegründet. Damit brach Brandenburg das Monopol der Reichspost. Regelmäßige Reitpostlinien folgten zwischen Berlin, Kleve und Königsberg. Später kamen Linien nach Leipzig, Dresden, Hamburg, Bremen, Frankfurt/Oder und vielen anderen Städten hinzu. Die Poststraßen in Brandenburg waren bis auf Ausnahmen alle auf Berlin ausgerichtet. Erster brandenburgischen Postdirektor wurde Amtskammerrat Michael Matthias, 1652 folgte ihm Otto Reichsfreiherr von Schwerin. Unter Friedrich I. wurde das Postwesen erweitert. Die Zahl der Postämter im gesamten Hohenzollernstaat wuchs von 79 im Jahr 1698 auf 90 im Jahr 1710, die der Postwärterämter von 11 auf 51 und die Zahl der Postillione von 271 auf 358. 1708 gab es in Berlin in der Woche 63 abgehende und ankommende Reit- und Fahrpostverbindungen. Oberste Dienststelle war das Generalpostamt in Berlin.

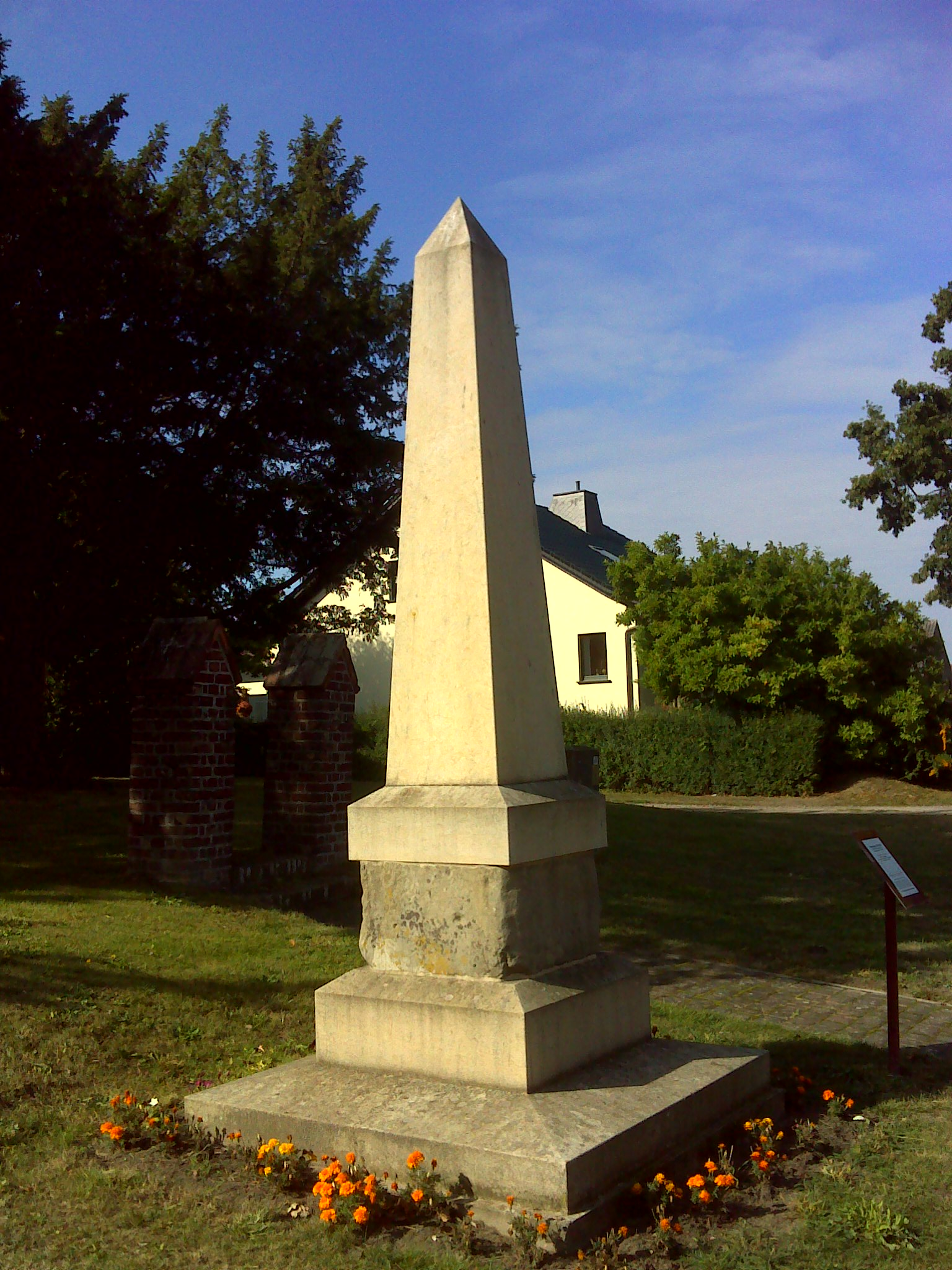
Preußischer Ganzmeilenstein

Postmeilensteine gab es in Brandenburg seit 1730. Friedrich Wilhelm I. hatte sich bei seinem Staatsbesuch 1728 in Sachsen mit den Kursächsischen Postmeilensäulensystem befasst und sich entschlossen, diese Neuerung auch in Preußen einzuführen. Auch das Aussehen entsprach dem sächsischen Vorbild. Die Entfernungsangaben preußischer Meilensteine bezogen sich immer auch auf den Null-Meilenstein, der auf dem ehemaligen Berliner Dönhoffplatz stand.
Mit der Entwicklung der Post entstand ein Zeitungswesen in Berlin-Brandenburg. Die erste Brandenburger Zeitung erschien seit 1617 in Berlin. Seit 1740 erschien in Berlin die Spenersche Zeitung. Während der Regierungszeit Friedrichs II. wurden 1750 und 1783 zwei weitere Zeitungen zugelassen, darunter die Gazette littéraire de Berlin. Die Berliner Blätter hatten in der Mitte des 18. Jahrhunderts größere Freiräume als die Zeitungen anderer deutscher Länder und konnten das Gedankengut der Aufklärung, dem sich auch Friedrich II. verpflichtet fühlte, nahezu ungehindert verbreiten.

## Kartografie und Landeserfassung

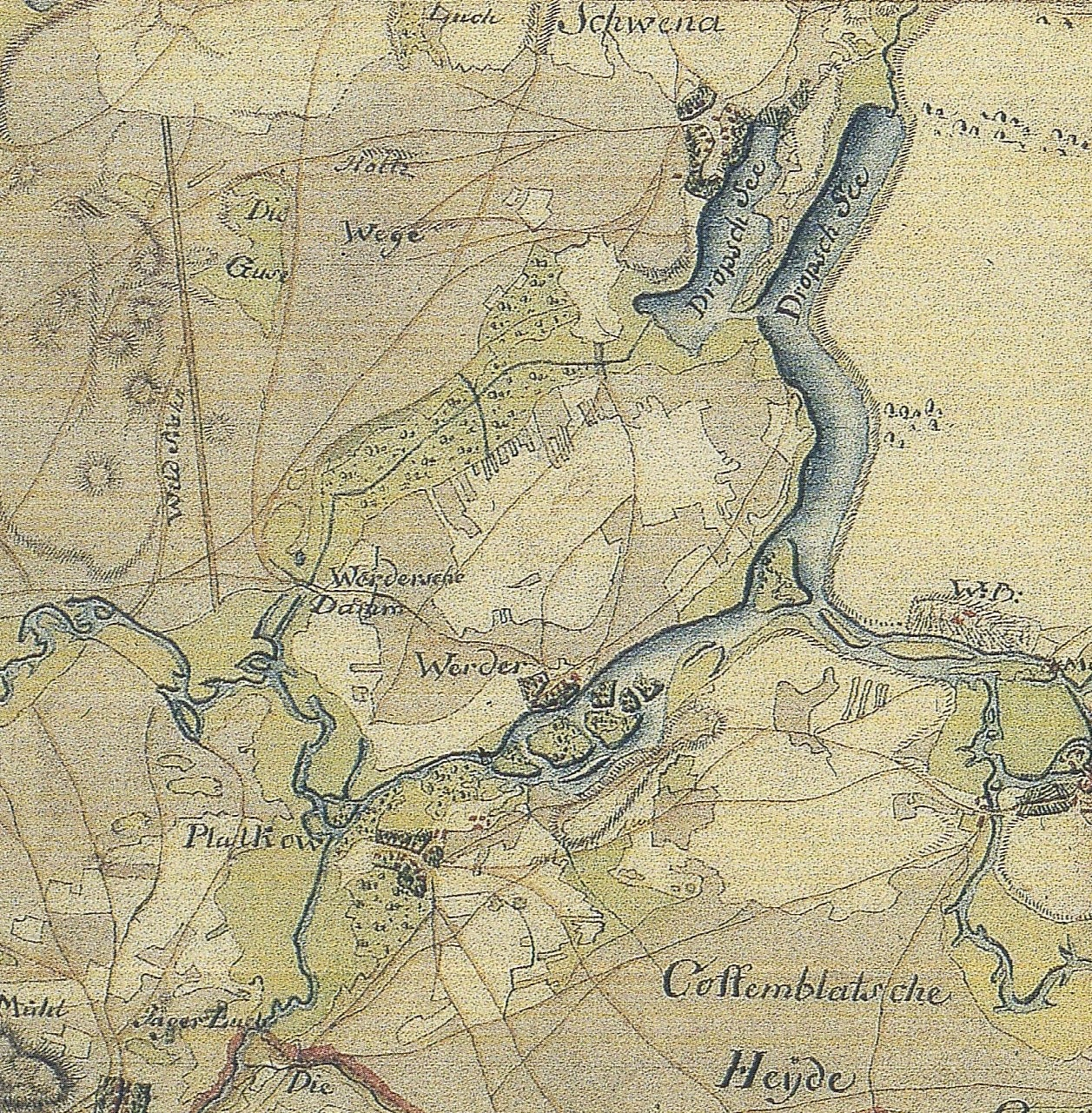
Schmettau Karte von Werder (Havel)

Das Schmettausche Kartenwerk war die erste großflächige Kartierung brandenburgischer Gebiete und wurde unter der Leitung des preußischen Offiziers und Kartographen Friedrich Wilhelm Karl Graf von Schmettau in den Jahren 1767 bis 1787 erstellt. Damit lag Brandenburg deutlich hinter den sächsischen Bemühungen zurück. Die erste sächsische Landesvermessung fand bereits zwischen 1586 und 1633 statt. Zudem stellte sich Friedrich II. gegen eine Weitergabe der Karten an die Allgemeinheit, weil er eine missbräuchliche militärische Nutzung durch seine Gegner befürchtete. Die Karten blieben folglich nur einer kleinen Elite zugänglich.

## Kutschen und Alleen

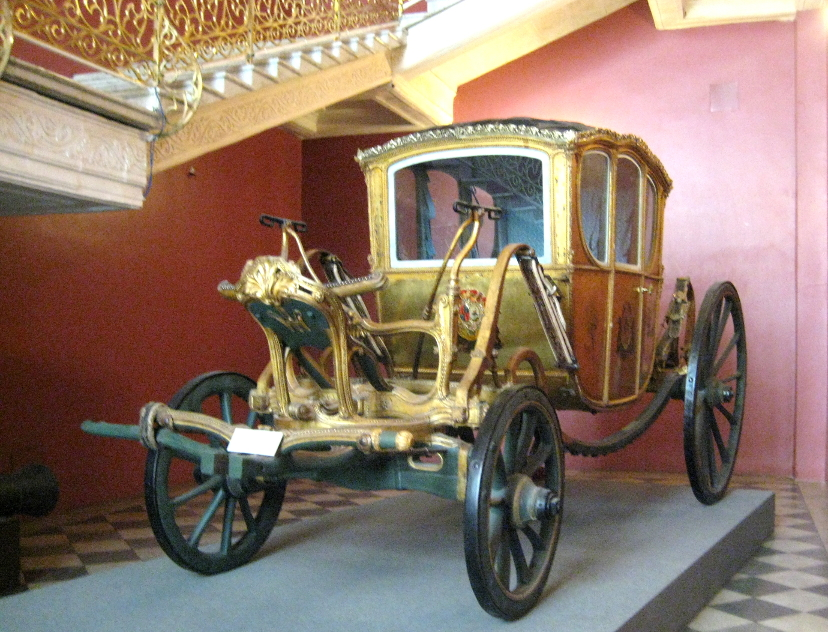
Berline von 1760 im Moskauer Staatlichen Historischen Museum

Die bedeutsamste fahrzeugtechnische Errungenschaft des ausgehenden Mittelalters stellte der Wagenbau dar, die als Kutsche bezeichnet wurde und in Ungarn erfunden wurde. In Deutschland war die Kutsche seit dem 15. Jahrhundert bekannt und erhielt mit den in Berlin im 17. Jahrhundert neu aufgekommenen Kutschentyp Berline ihr frühneuzeitliches Gepräge. Die konstruktiven Besonderheiten des Typs Berline mit unten abgerundeter Kastenform ermöglichte eine leichte Bauweise une eine hohe Wendigkeit. Damit wurde das Zeitalter der Kutsche in Stadt und Land eingeläutet und der Typ verbreitete sich in ganz Europa. Zunächst gab es nur wenige Kutschen, selbst die größten Hauptstädte Europas zählten nur wenige hundert Kutschen. Durch die genannten Fortschritte im Kutschenbau nahm aber ihre Zahl spürbar zu. Die Post übernahm Gütertransport und die Personenbeförderung mit den Postkutschen und federte so wie überall im westlichen Europa den gestiegenen Reiseverkehr seit dem 17. Jahrhundert ab. Insgesamt hat der Berliner Wagenbau sich als innovativer und solider Stellmachermarkt hervorgetan. Die Berline soll vom Philip de Chiese, der seit 1660 Beauftragter für Bausachen beim brandenburgischen Kurfürsten war 1663 entworfen worden sein.
Der Ursprung der staatlich betriebenen Alleenpflanzung in der Mark Brandenburg liegt im Jahre 1713, als Friedrich Wilhelm I. über hunderttausend Obstbäume, Weiden und Maulbeeren entlang der Wege pflanzen ließ. Die Bäume dienten als Wegeleitsystem, um die Straßen auch bei Schnee sichtbar zu machen und ihre Früchte dienten der ökonomischen Nutzung. Im Unterschied zu den süddeutschen Ländern wurden die Bäume nicht als Anliegerpflanzung auf der straßenabgewandten Seite des Grabens gepflanzt, sondern unmittelbar am Fahrbahnrand. Ein Abkommen der Fuhrwerke von der Straße sollte damit verhindert werden.

## Öffentlicher Personenverkehr
Friedrich Wilhelm I. ordnete 1739 für die Hauptstadt Berlin die Aufstellung von 15 Mietdroschken an. Bis 1769 stieg die Zahl der Droschken auf 36 an. 1794 verschwanden die Mietdroschken wieder aus Berlin.
In Berlin wurde 1688 ein Sänftendienst eingerichtet. Es war das erste öffentliche Verkehrssystem Berlins und damit auch Brandenburgs. Es gab zunächst 18 davon. Auch andere deutsche Städte folgten nach und nach diesem Beispiel. Initiiert wurden die Entwicklungen im Verkehrswesen vor allem aus Frankreich.